# StarCraft
A StarCraft egy, az 1998-as, eredeti kiadása óta nagy népszerűségnek és szakmai elismertségnek örvendő valós idejű stratégiai videójáték, melyet a Blizzard Entertainment jelentetett meg. Az emberek (terran) és két képzeletbeli faj, a protoss és a zerg súrlódásokkal teli találkozását elmesélő történet azóta számos műben köszönt vissza – a több platformra elkészült játék tudományos-fantasztikus univerzumát regények és novellák egészítik ki.
A kiadása évében az eladási listák élére került A StarCraft megbecsültségét a számos elismerés – köztük a Legjobb stratégiai játék kategóriában elnyert Origins Award – példázza. Népszerűsége lassan apad, mindazonáltal helyenként, különösen Dél-Koreában szabályos kultusz övezi.
Hivatalos kiegészítője a StarCraft: Brood War (1998). A fejlesztő cég a játék második részét 2010. július 27-én adta ki az Egyesült Államokban.

## Játékmenet
A StarCraft játékmenete alapvetően két erőforrás, az ásvány és a vespene gáz bányászata és a készletekkel való gazdálkodás körül összpontosul; ezen nyersanyagok szükségesek szinte minden művelethez, így többek közt a továbbfejlődéshez, az új egységek kiképzéséhez, a meglévők javításához és az épületek felhúzásához. Előbbi kék színű ásványok mind az egységek, mind különböző épületek építéséhez és fejlesztéséhez szükségesek, amelyek a játéktéren található lelőhelyekről gyűjthetők be. Vespene gáz szükséges a fejlett egységek és épületek gyártásához, amit a játékban található gejzíres kürtőkre épített gázkinyerést lebonyolító épületekkel lehet kitermelni. Alapvetően az ezekkel való helyes sáfárkodás juttathatja döntő előnyhöz a játékost ellenfeleivel szemben. A bányászat menete nem tér el lényegesen a különböző fajok esetében.
A játék másik fontos aspektusa az utánpótlás, amely a seregek túlburjánzását hivatott megakadályozni; ha ez nem biztosított, további egységek nem képezhetőek ki. A két humanoid faj épületek felhúzásával, míg a zerg egy különleges egység, a hűbérúr (angolul: overlord) tenyésztésével javíthat helyzetén. Az utánpótlás folyamatos biztosítása a győzelem második alappillére. Emellett él még a játékban egy beépített felső korlát az egységek számára, amely szerint minden játékosnak legfeljebb 200 egysége lehet egyidőben; ez alól két kivétel a zerg fenntartó, amelyből korlátlan mennyiség birtokolható, mivel nem számít bele ebbe a limitbe, de ezekkel támadni nem, csak felderíteni lehet, illetve a Zerg királynők (angolul: Queen) a Spawn képességével egy ellenséges egységből 2 Broodling kel ki, ezek limitált ideig maradnak életben, nem foglalnak supplyt, valamint a Protoss Dark Archon-ok Mind Control képességével elfoglalt  ellenséges egységek nem veszik figyelembe a maximális utánpótlást, így 200/200 egység esetében is további egységekre tudunk szert tenni az ellenség soraiból való átállítással.
Az épületek helyes elrendezése, vagyis a bázis kialakítása a támadások visszaverésénél jut fontos szerephez; a játékosok rendszerint nagy hangsúlyt fektetnek nyersanyag-forrásaik biztosítására mind védelmi épületekkel, mind a harci egységeikkel; ezzel párhuzamosan a támadásnál általában az ellenfélnek a forrásoktól való elvágása a fő cél. Az épületek fajonként igen erősen eltérnek, mind az építhetőség, mind a nyersanyag-igény, mind funkció szempontjából. A leglényegesebb különbség talán, hogy a zerg épületei csak fertőzött talajra építhetőek, amelyre azonban a protoss vagy terran épületek nem húzhatóak fel.
A leglátványosabb játékelem kétségkívül a haderő; ennek megfelelő kezelése a kulcs a győzelemhez. Ugyan az egyes fajok egységei merőben eltérnek, az erőviszonyok – ellentmondva a játék történetének – mégis kiegyensúlyozottak: egyik félnek sincs nagy előnye a többivel szemben.

## Történet
A StarCraft cselekménye egy a messzi jövőben játszódó sci-fi, amely három intelligens faj küzdelmeit követi nyomon a világegyetem egy távoli területén; ezek a Földről elszármazott emberek, avagy a terranok, a közös tudattal rendelkező, rovarszerű lényekből álló zerg, illetve a rendkívül magas technikai fejlettséggel bíró, pszionikus energiákkal is manipuláló humanoid protossok. Konfliktusukat az egyjátékos küldetés dolgozza fel, míg az előzményeket a játékhoz mellékelt füzet taglalja.

### A helyszín
A StarCraft története egy, a Naprendszertől mintegy 60 000 fényév távolságra levő kitalált űrövezetben, a Koprulu szektorban játszódik.

### Az előtörténet
|  | Alább a cselekmény részletei következnek! |

#### A terranok előtörténete
A területet a távoli jövőben a Földről érkezett telepesek, pontosabban kitoloncolt elítéltek népesítik be (a játékban: terranok). Az eredetileg a szomszédos csillagrendszerbe irányított automatizált űrhajók egy műszaki-vezérlési hiba miatt – közel 30 évnyi utazás után – kötöttek ki ilyen távol az anyabolygótól, s így elszigeteltségüket a szülőotthontól való irtózatos távolság is betetőzte. Ennek ellenére az emberek viszonylag hamar magukra találtak, a gyors technikai fejlődés mellett az egyre több bolygóra kiterjedő kolóniáik egységes szervezetbe tömörültek: a Konföderációba. A Konföderációt a rabhajók parancsnokainak leszármazottjai, a Régi Családok irányították, a Tanácsba tömörülve. Központjuk a Tarsonis bolygóváros volt. Az egyre terjeszkedő Konföderáció azonban a kisebb világokat kegyetlenül elnyomta és kihasználta, így számos függetlenségi mozgalom indult, ezeket azonban sorra leverte az erős központi hatalom. A legdurvább felkelés a Korhal bolygón történt, amit kegyetlen megtorlásul teli szórtak atombombákkal annyira hogy kihalt rajta az élet. Ezek után jött később a legjelentősebb mozgalom, a „Korhal fiai” (angolul: Sons of Korhal) akik a Korhalon elhunytak leszármazottainak tartották magukat.

#### A protossok előtörténete
A protoss alapvetően egy a háttérben meghúzódó, békés, nemes értékekkel bíró faj, amely az emberin jóval túlmutató technikai fejlettségi szinten áll. Humanoidok, az egyes egyedek egyéniséggel bírnak, ugyanakkor a faj túljutott a fejlődés kezdeti szakaszain, és szinte teljesen egységes kormányzattal és elvekkel bír. Teremtőik, a xel’nagák tradícióit folytatva életüket szülőbolygójuk és a szomszédos csillagrendszerek élővilágának tanulmányozásával töltik a be nem avatkozás elve mellett, de azzal a szándékkal, hogy azokat megóvják a külső veszélyektől és támadóktól. Megfigyelési területük kiterjesztésekor fedezik fel a Koprulu szektor embereit, akiket őshonosnak vélnek, így gyors terjeszkedésüket látva sem avatkoznak be. Belharcaikkal párhuzamos fejlődésüket látva mély tisztelet alakul ki bennük az emberek iránt. Ez annak a párhuzamnak is köszönhető, hogy egy régebbi időben, a protoss polgárháború idején saját kultúrájuk mély törést élt át, amikor – teremtményeikben csalódva – a xel’nagák végleg megszakították velük kapcsolataikat. A teremtők igyekeztek balsikerük minden nyomát eltávolítani archívumaikból: így merült feledésbe az is, hogy hol van a protossok anyabolygója, az Aiur.

#### A zergek előtörténete
A protossokhoz hasonlóan a zerg is a xel’nagák „munkájának” eredménye; a protoss polgárháborút és korábbi megfigyeléseiket elemezve a teremtők arra a következtetésre jutottak, hogy az ellenségeskedés fő oka az egyén léte, az individuum. Ennek megfelelően létrehozták a Központi Tudatot (angolul: Overmind). Feladva továbbá elveiket a humanoid életformák felsőbbségéről, egy a protossoktól távoli bolygón, a Zeruson rovarszerű élőlények genetikai módosításába kezdtek: ezeket képessé tették a nagyobb szervezetekben való élősködésre, azok irányítására, genetikai információik kisajátítására. A Központi Tudat látva, hogy szülőbolygójáról hamarosan elfogynak a szabad, még elfoglalható teremtmények, titokban előkészítette a xel’nagák beolvasztását, majd a tervet egy alig néhány órás ütközetben sikerre vitte a meglepett teremtőkkel szemben, akiknek genetikai készlete és teljes tudásanyaga az Overmind tulajdonává vált.

#### A közvetlen előzmények
A zerg Központi Tudat felhasználva a xel’nagák adatbázisait értesült azok korábbi munkásságáról, köztük a protossok létéről is. Példátlan fejlettségüket látva beolvasztásuk mellett döntött; egyrészt azonban az archívum hiányosságai miatt nem tudta pontos helyüket, másrészt tisztában volt vele, hogy az ellenük való harcban esélytelen volna, hisz nem rendelkezett a protossokéhoz hasonló pszionikus energiákkal. Az adatbázisban egyéb, ilyen képességekkel megáldott lényeket nem talált; meglepetésként érte tehát a hasonló, ám még nem kifejlődött tulajdonságokkal bíró emberi faj felfedezése, amelyre a Koprulu szektort felderítve akadt rá. Látva viszonylagos fejletlenségüket a beolvasztásuk mellett döntött, nem tudván, hogy a területet a protossok figyelik. Ők, megrémülve az új idegen fajtól, s annak gyors előrenyomulásától – önmagukat is veszélyben érezve – megszavazták a beavatkozást. A Tassadar főpap és végrehajtó által vezetett protoss flotta ennek megfelelően elpusztította az egyik zerggel fertőződött bolygót, lelkiismereti okokból azonban – időlegesen – felhagytak a hadművelettel. Mivel az emberek kezdetben nem is érzékelték a zerg jelenlétét, a protossokat önmaguk ellenségeként azonosították; a másik veszélyt a terranok közül leghamarabb a Korhal fiai észlelte, és a zergek csalogatásával ezt fő riválisa, a Konföderáció kikezdésére használta fel.

### A StarCraft történetvezetése

#### A terran fejezet
A játékos kezdetben a Konföderáció gyarmati elöljárója, ebben a tisztjében találkozik Jim Raynorral, Mar Sara kolónia marsalljával is. Elsőként ismerve fel az idegen jelenlétet, egy közös akcióban lerombolnak egy, már a zerg által birtokolt parancsnoki központot. A hatalmasságok azonban nem ismerik el az idegenek létezését, így a két vezetőt a Konföderáció tulajdonának elpusztításáért perbe fogják, s Raynort börtönbe vetik. Miután a játékos kiszabadítja a fogságból társát, mindketten a Korhal fiai oldalára állnak. A protossok mindeközben földig rombolják a szintén zergek által megszállt Chau Sarát. Ezt látva a Korhal fiai vezetője, Arcturus Mengsk úgy dönt, hogy legerősebb ellenfelét a két idegen faj révén üti ki a nyeregből: megbízza Sarah Kerrigant azzal, hogy a zergeket csalja el a Konföderáció többi kolóniájához is. Az öngyilkos akció sikerrel jár, s az épségben megmaradt kolóniákat egybefogva Mengsk megalakítja a Domíniumot, egyben annak császárává teszi magát. Kerrigan azonban a zergek fogságába kerül; a játékos és Raynor számára egyértelművé válik, hogy Mengsk egyszerűen feláldozta egyik legjobb emberét, s elhagyják a Domíniumot.

#### A zerg fejezet
Itt a játékos egy újonnan teremtett zerg irányító szerepét kapja, s feladata a zerg fogságba esett Kerrigan őrzése és asszimilása. Mivel a terran nő az egyik legerősebb pszionikus képességekkel rendelkező ember, a Központi Tudat megtalálja benne számítását, s a harcokban segítségével sikert sikerre halmoz. Mindeközben Tassadar főpap és az Aiurról egykor száműzött sötét papok szövetségre lépnek a zerg ellen: erejükkel képesek a zerg irányítók végleges elpusztítására (egyébként a sötét papok ereje nélkül legyőzötteket a Központi Tudat képes azonnal újrateremteni). A zerget súlyos csapás éri, amikor a száműzöttek Zeratul vezetésével megölik a Garm fészekalj irányítóját: annak tagjai kontroll nélkül elvesznek a raj számára. Az ütközet során azonban Zeratul rövid ideig elmebeli kapcsolatba kerül a zerggel, s így kitudódik a protoss anyabolygó pontos helye. Az Aiurt érő ellentámadás – hiába a hősies protoss ellenállás – a zerg részleges győzelmét hozza, s az megtelepszik a bolygón.

#### A protoss fejezet
Az aiuri protossok körében mély felháborodást váltott ki Tassadar és a száműzöttek együttműködése, ezért a főpap megbízatását visszavonják, rangját elveszik és kizárják a közösségből. A zerg megérkezésére egy új flottaparancsnokot választanak, akit a játékos személyesít meg. (A StarCraft II fejlesztése során fedték fel, hogy ő Artanis.) Miután vezetésével leszámolnak a bolygón gyökeret vert idegenekkel, a Konklávé azzal bízza meg, hogy Tassadart mint árulót tartóztassa le és hozza ítélőszék elé. Nem várt módon azonban az új vezér a száműzöttek oldalára áll, aminek következtében kitör a második protoss polgárháború. Miután Zeratul további két irányítóval végez, hogy ezzel példát mutasson az aiuriak számára, a felek elcsitulnak és szövetségre lépnek, s a Jim Raynor vezette maroknyi terran csapattal közösen végső támadásra szánják el magukat. A Központi Tudat elpusztítására induló sereg végül is súlyos vérveszteségek árán, és Tassadar önfeláldozásával eléri célját.
|  | Itt a vége a cselekmény részletezésének! |

A történetet a Brood War című kiegészítő viszi tovább.

## A többjátékos mód
A játék a történetet végigvezető egyjátékos küldetésen túl többjátékos mérkőzésekre is lehetőséget kínál. A játékosok maximális száma a használt hálózati protokolltól függően változik: míg a Battle.net-es (interneten keresztüli) és a LAN (szabványos helyi hálózaton keresztüli) játékok esetén legfeljebb nyolcan, addig a közvetlen kapcsolatban négyen, modemes kapcsolatban pedig ketten játszhatnak egyszerre. A szabad helyeket gépi játékosokkal is ki lehet tölteni. Mindazonáltal az ember-ember elleni játékok gondolkodtatóbbak, mivel ilyenkor az ellenfél következő lépése kiszámíthatatlan. Mivel a játék mesterséges intelligenciáját többen is nem találták elég kihívónak, ezért olyan pályákat készítenek, melyek nagy előnyt biztosítanak a számítógép részére, és rendkívül nehéz megnyerni őket.
A többjátékos pályák változatos felépítésűek lehetnek; csapatelosztás szempontjából megkülönböztetjük az együttműködésre épülő játékokat, ahol több ember is játszhat egy csapatban és irányíthatja ugyanazokat az egységeket, továbbá azokat, amelyekben a játékosok nem irányíthatják egymás egységeit, ám szövetséget alkotnak, illetve a mindenki mindenki ellen (angolul: melee) stílusúakat. Az utóbbi kettő mód rendszerint minden pályán elérhető.
A melee-pályákon a játékosok véletlenszerű helyen és rendszerint azonos feltételekkel indulnak. Ezeknek népszerű változatai az úgynevezett „pénzes pályák”, amelyeken nagy mennyiségű, könnyen hozzáférhető erőforrás található, ezzel nagyban gyorsítva, de bizonyos vélemények szerint eltorzítva a játékmenetet; ilyen például a Fastest Possible. A hagyományos elrendezésű pályákon – a szűkösebb és nehezen elérhető erőforrások miatt – nagyobb hangsúly helyeződik a helyes építési rendre, a csapatjátékra és az úgynevezett mikromenedzsmentre. Utóbbi az egységekkel való finom bánásmód, azok különleges képességeinek összehangolt kihasználása; szemben áll ezzel a pénzes pályákon jellemző mennyiségi szemlélet. Megjegyzendő, hogy a jelentősebb versenyeken szinte kizárólag a hagyományos pályákat használják.
A rendes játékmenettől nagyban különböznek az úgynevezett UMS (angol mozaikszó: use map settings) pályák: ezekben különleges események, bizonyos normál játékbeli lehetőségek letiltása vagy akár újak létrehozása tereli más irányba a játékot. Ilyen pálya például a Tower Defense, ahol is a játékosok szerepe védőművek építésére korlátozódik, amivel a lehető leghosszabb ideig kell feltartaniuk a folyamatosan érkező ellenséges seregeket.
A huzamosabb ideig, rendszeresebben együtt játszó emberek rendszerint úgynevezett klánokba tömörülnek; ezek tagjai közös taktikákat dolgoznak ki, így nagyobb esélyekkel vívhatnak meg ellenfeleikkel. A klántagok közötti kapcsolatok széles skálán mozognak az alkalmi barátságoktól egészen a rendszeres, való világbeli találkozásokig. A klánok a Battle.net-en túl különféle bajnokságokon mérik össze erejüket.
Az egyes játékosok rangsorolására szolgálnak az úgynevezett ladder-játékok (tükörfordításban létra-játékok); a játékosok itt különleges, úgynevezett ligapályákon mérkőznek meg; a verseny tisztaságáért külön adminisztrátorcsapat, illetve segédprogramok felelősek, néha még saját szervert is alkalmaznak. 2006 júliusa, vagyis a 1.14-es verzió kiadása előtt a ladder minden szerveren elérhető volt, azóta csak az európai Battle.net szerveren működik, ott is csak a WGTour (egy külön ladder) rendszerével összevonva. A bajnokságokat és a ladder-játékokat rendszerint melee típusú pályákon bonyolítják le.
Megemlítendő, hogy néhányan különféle segédprogramokat használva csalnak a játék során (angol jövevényszavakkal: cheatelnek vagy hackelnek), hogy így jussanak előnyhöz ellenfeleikkel szemben, például sérthetetlen egységekhez, végtelen mennyiségű erőforráshoz. Ez a magatartás tisztességtelen és szabályellenes; a rend fenntartása érdekében a Blizzard komoly erőfeszítéseket tesz: csak 2003-ban több mint 400 000 felhasználói fiókot zártak le csalás miatt a Battle.net-en. Mindemellett számos, mások által folyamatosan fejlesztett program forog közkézen, amelyek a csalások illetve a csalók kiszűrésére szakosodtak. Megjegyzendő, hogy az itt említett csalások nem azonosak az egyjátékos küldetés során a StarCraft-ba a fejlesztő cég által beépített – szabadon használható – csalásokkal: azok többjátékos módban egyszerűen nem működnek.
Az 1.08-as verzió óta lehetőség van az egyes mérkőzések felvételére a Starcrafton belül; ezek az úgynevezett visszajátszások (angol jövevényszóval: replayek). Ezek a későbbiekben mások által megtekinthetőek, segítségével tanulmányozhatóak a részvevő játékosok taktikái, módszerei; éppen ezért a profi játékosok visszajátszásai ritkán kerülnek ki, egyrészt mert így őrzik meg a csapat titkait, másrészt terjesztésüket rendszerint tiltják a ligák szabályai. A visszajátszások elemzésére számos segédprogram készült (például a BWChart és a Lasgo’s Observer Pack); ezek segítségével többek között például lemérhető az egy perc alatt tett kattintások száma. A visszajátszások egyes alkalmazásokkal kommentárral is elláthatók; ezek felvételére, illetve igazítására is több program elérhető, ilyen például az RWA. A koreai televíziós szakcsatornákon visszajátszások közvetítése közben nem egyszer maga a kommentátor is látható; ezeket, illetve az ezekről készült felvételeket illetik VOD (angol mozaikszó: Video on Demand; tükörfordításban: videó kívánságra) néven.

## Hadjáratszerkesztő
A játék melléklete egy StarCraft Campaign Editor (röviden StarEdit) nevű pálya- és küldetésszerkesztő program, amely alkalmas a pályák nagyfokú módosítására, újak készítésére, illetve azok – egyjátékos küldetéssé való – összekapcsolására. Mindazonáltal az ezzel készített pályák önálló kereskedelmi forgalomba nem hozhatók; ennek ellenére több, a Blizzard által el nem ismert kiegészítő lemez is megjelent. Ezek közül néhányat jogi úton sikerült a piacról visszahívatni. Ez történt például a Microstar által kiadott pályacsomag esetében is.
Pályák és küldetések készítésével számos közösség foglalkozott; ezek közül kiemelkedik az Antioch Chronicles, amely elsőként alkalmazott módosított, az eredeti szerkesztőben el nem érhető elemeket. Az ehhez hasonló különleges pályák létrehozásához végül is jó néhány, magánfejlesztésben készült pályaszerkesztő látott napvilágot, úgy mint a StarCraft X-tra Editor, a StarForge és az SCMDraft. Ezek – többek között – lehetővé teszik több ásványmező és épület egymásra helyezését, a játékosok színének megváltoztatását, rejtett szkriptek hozzárendelését, rejtett egységek elhelyezését, pályák levédését a szerkesztéstől és megtekintéstől, illetve a méretbeli tömörítést. Néhány, ezekkel készült küldetéscsomag népszerűsége igen magasra rúg, ilyenek például a The Fenix, a Legacy of the Confederation, a Life of a Marine, a The Shifters vagy a Fields of Ash. A gyengébb minőségük miatt kritizáltak közül megemlítendő a StarCraft: Insurrection és a StarCraft: Retribution, amelyek kereskedelmi forgalomba is kerültek, mindazonáltal nem voltak sikeresek.

## Fejlesztés
A korábbi stratégiai játékok – köztük a szintén Blizzard készítette Warcraft II – jellemzője volt, hogy hiába szerepelnek bennük különböző fajok, az azokkal való játékmenet lényegében megegyezett. A kritikákból okulva az egyik fő célkitűzéssé az egymástól alapvetően eltérő fajok létrehozása vált.
Maga a fejlesztés időrendileg a Diablóé után kezdődött, a WarCraft II alapjain úgy a megjelenítés, mint a játékszerkezet tekintetében. Az igen puritán grafika az 1996-os E3-on erős kritikákat kapott; erre válaszképpen bevezették az izometrikus nézetet és az előre renderelt képek alkalmazását, így az új, tetszetősebb külső az alfaverzió idejére már kiforrott.
A továbbjavított bétaverzió 1997 és 1998 fordulóján jelent meg, s ez a végleges változattól lényegében már csak az egyes egységek tulajdonságaiban különbözött. Kiemelendő ezek közül, hogy a zerg dolgozóegység (a játékban: drone) ekkor még repült, illetve, hogy itt még szerepelt két, végül törölt terran épület (a starbase és a repair bay), továbbá egy szintén törölt, majd a kiegészítőben ismét megjelent egység (a játékban: valkyrie vagy valkűr). Érdekesség, hogy ebben a verzióban a játékos hatással lehetett környezetére, például felégethette a fákat.

### A megjelenés után
A kiadást számos javítócsomag (angolul: patch), illetve egy, a játék történetét folytató kiegészítő lemez megjelenése követte. Ezek elsősorban játékegyensúlyi problémákat orvosoltak, így a három faj között az erőviszonyok tekintetében mára eltűntek a különbségek.
Az eredetileg PC-re megjelent játék kiadását a Blizzard egyéb platformokra is tervezte, így került sor a Macintoshra, a Nintendo 64-re és a PlayStationre szánt verziók bejelentésére. A konzolokra való átírás (angol jövevényszóval: portolás) azonban nehézkesen haladt, s végül a PlayStationös változat kiadásától elálltak. A játék StarCraft 64 fantázianév alatt, 2000-ben jelent meg Nintendo 64-re; ugyan az eredeti pályákon felül tartalmazott még további küldetéseket is (például a StarCraft Resurrection IV-et), hiányzott belőle ugyanakkor a többjátékos lehetőség (bár osztott képernyős mód volt benne), s a videók és a hangok is hagytak maguk után kívánnivalót.

## Fogadtatás

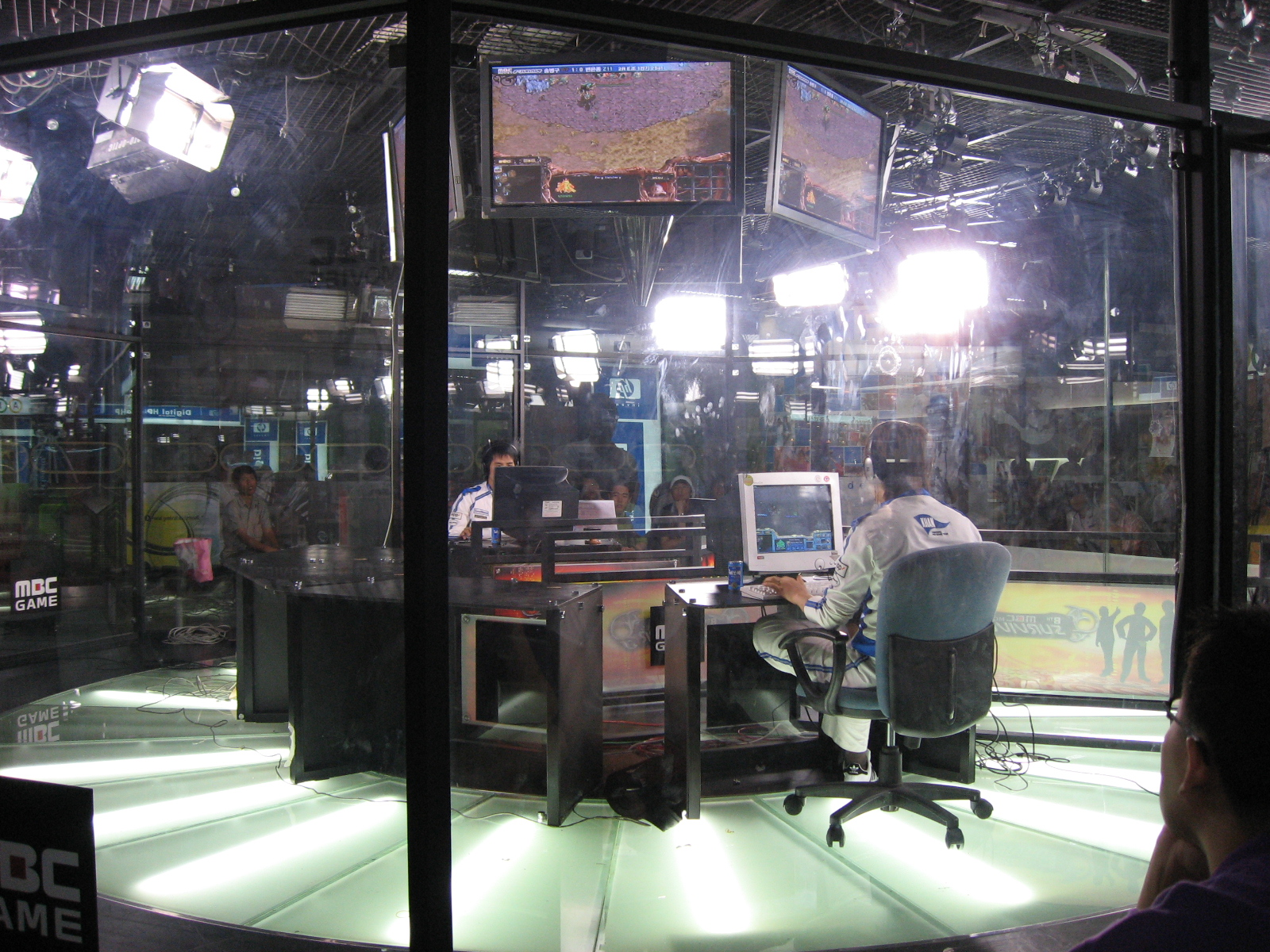
Az MBC koreai televíziós szakcsatorna egyik studiója: Starcraft-mérkőzés adásban

A különböző játékélményt adó három játszható faj, az ezek között meglevő viszonylagos kiegyensúlyozottság, illetve az ezt folyamatosan javító frissítések nagyban hozzájárultak a kezdeti kereskedelmi sikerekhez. A játék az eladási listákon hamar az élre került; kiadásának évében, mintegy 1,5 millió darab fogyott belőle, így 1998 legtöbbet eladott játékszoftvere lett, 2006 júniusára összesen 9,5 millió példány lelt gazdára. Dél-Koreában egy tudatosan kiépített rajongói hálózat segítette a StarCraftot; a játék ottani felkapottságát jól jellemzi, hogy az eladások harmada – 2006-ig 3,5 millió példány – ebben az egy országban történt. A meccseket három televízió-csatorna közvetíti. A tehetségesebb koreai játékosok ennek köszönhetően sztárok, szerződésben állnak a tévétársaságokkal, szponzorokkal rendelkeznek, kiterjedt rajongótábornak örvendenek, továbbá a bajnokságokon való részvételért pénzt kapnak. A Battle.net összesített világforgalma a játék megjelenésének következtében nyolcszorosára emelkedett. Bár népszerűsége lassan apad, még ma is az egyik legnépszerűbb online játék a világon.

### Jelentősebb elismerések
- Csillag a Walk of Game (tükörfordításban: a Játékok sétánya) kövezetén, San Francisco, 2006;[31]
- IGN: Minden idők legjobb játékai: összesített 7. helyezett, a PC-játékok közül a 2. helyezett, 2003, 2005;[32][33]
- Gamespot: minden idők legnagyobb játéka;[31]
- Origins Award: a Legjobb stratégiai játék, 1998.[2]

### Kontraszt
A StarCraft ugyan nem hozott sok újat a valós idejű játékok műfajába, de lényegesen jobbnak ítélik, mint elődeit: a történet megfelelő, és más játékokkal ellentétben a küldetések folyamatosan nehezednek, nincs minden fajnál kiképző rész. Néhány missziónak továbbá újfajta a célja, így nem csupán a gyűjts, építs és hódíts elv érvényesül. A különböző fajok gyökeresen eltérő élményt nyújtanak, miközben a játék maga a végletekig kiegyensúlyozott. A StarCraft egyik legnagyobb erénye, hogy nincs benne a játékidő előrehaladtával elavuló egység: minden egységtípus – az egyes fajokon belül is – annyira különbözik, hogy egy-egy helyzet megoldásához a végjátékban épp az alapkatonákra lehet szükség. Grafikáját az Age of Empires megjelenítéséhez hasonlítják, így ebből a szempontból a legjobb kétdimenziós játékok közé tartozik, s a játékban található videók is kiemelkedőek.
Nem maradt azonban kritika nélkül a csak 640×480-as képernyőméretben futtatható játék „durva felbontása”; ez nagyobb méretű képernyőn nagyon sokat levon az élvezeti értékből, s mára már jócskán túlhaladott. A játék nézőterét több recenzió is túl kicsinek találta, s hiába a gondosan kivitelezett videók, ha a történetet leginkább a játékon belüli párbeszédek viszik előre. Az irányítási problémák közül a legszámottevőbb, hogy egyszerre legfeljebb csak tizenkét egységet lehet kijelölni (a mérkőzések közepére általában minden játékos megközelíti a kétszázas egységszámot), illetve, hogy nem lehet a tétlen dolgozóegységeket automatikusan kijelöltetni. Hiányoznak továbbá a máshol szokásos egységirányítási módszerek is, amelyek itt mindössze három parancsra korlátozódnak. A játékmenet tekintetében az úgynevezett lerohanás (angolul rush) okozott kezdetben megrökönyödést, azóta azonban ez a módszer megszokottá és mintegy a StarCraft érájának részévé vált. Megemlítendő még, hogy a tapasztaltabb játékosok számára a gépi ellenfelek nem jelentenek kihívást, s hogy azok erőssége nem állítható. Apróbb kényelmetlenség, hogy többjátékos mérkőzés közben, amikor alkalmanként más játékosra kell várni (angolból kölcsönzött kifejezéssel: amikor lag van), a többiek teljes tétlenségre vannak kárhoztatva, ez idő alatt ugyanis nem érhető el sem a játék menüje, sem pedig a chat-funkció.
A StarCraft 64-ben tetézte ezeket a kurzor nehézkes irányítása, mivel nincs egér a játékgéphez. Vélhetően nem kis részben emiatt maradtak el a konzolos verzió eladási eredményei a várttól.

## További változatok és folytatások
A StarCraft megjelenésének idején a Blizzard kiadta a játék demóváltozatát egy előtörténetet bemutató hadjárattal. A küldetéssorozat nem került bele a teljes verzióba, de később letölthetővé vált a Battle.net-ről, két kiegészítő pályával.
Nem sokkal később két engedélyezett kiegészítő is megjelent. Az Insurrectiont az Aztech New Media fejlesztette és adta ki, a Retributiont a Stardock Systems fejlesztette és a WizardWorks Software adta ki. Mindkettő három teljes hadjáratot, és számos többjátékos pályát tartalmazott. Ezeket az 1998 novemberében megjelent, Saffire-val közösen fejlesztett StarCraft: Brood War követte. A korábbi kiegészítőkkel ellentétben a Brood War ahelyett, hogy egy-egy külön történetet mesélt volna el, a StarCraft eseményeinek közvetlen folytatása volt.

### Magyar verziók
A játék első, abszolút teljes magyarítását a HunCraft Interactive készítette el. Ugyanez a csapat adott ki egy HunCraft című kiegészítőt is, amelynek története a Brood War eseményei után játszódik, új hősöket, valamint fajonként egy-egy új egységet, illetve hadjáratot tartalmaz, összesen 26 küldetéssel. A Blizzard nem engedélyezte a fordítás hivatalos megjelenést az eredeti játék kiegészítőjeként, csupán az interneten való terjesztést.

### Project Revolution
A StarCraft-rajongók egy csoportja Snowflake Entertainment néven a WarCraft III motorját felhasználva a játék háromdimenziós klónját készíti.

### StarCraft: Ghost
A StarCraft: Ghost a StarCraft érájában játszódó, félkész, hivatalosan meg nem jelent lövöldözős játék a Blizzard gondozásában. Az eredetileg 2003-ra beharagozott kiadás folyamatosan halasztódott, majd 2006-ban leálltak a fejlesztéssel. Maga az alapötlet – az akciójáték kiadása – sokak fantáziáját megmozgatta, de nem aratott osztatlan sikert. Szintén visszatetszést keltett, hogy PC-s verzió kiadását nem tervezték.

### StarCraft II
Fejlesztése a játék folytatásaként, közvetlenül a Warcraft III megjelenése után kezdődött, még 2003-ban, de a hivatalos bejelentés 2007. május 19-éig váratott magára. A játék végül 2010. július 27-én jelent meg. Megjegyzendő, hogy a folytatással kapcsolatos találgatások már régóta járták a világhálót, amelyek alapját többek között a WarCraft III rejtett utalásai, illetve a Blizzard állásajánlatai képezték.

## Egyéb megjelenések
Dél-Koreában számos, StarCraft márkanévvel jelzett terméket, például italokat, matricákat és telefonkártyákat adtak ki.
A Blizzard Entertainment engedélyezte a Wizards of the Coast számára, hogy kiadja a StarCraft Adventurest, egy olyan kiegészítőt az Alternity című szerepjátékhoz, amely a StarCraft univerzumában játszódik. Megjelent egy zenei CD a játék két számával és tizenegy koreai zenész eredeti munkájával. 2007 októberében jelent meg egy táblás játék StarCraft: The Board Game címmel. Még manga képregény és akciófigurák is készültek.

### StarCraft az irodalomban
A rajongók által készített, a játék univerzumában játszódó munkákon kívül a StarCrafthoz számos hivatalos regény és e-könyv kapcsolódik. Ilyen az Uprising (csak e-könyv), a Tűzkeresztség, az A teremtők árnyai, az Ámokfutás, a Pengék királynője és a StarCraft Ghost: Nova. Két regény jelent meg az Amazing Stories magazinban Hybrid és Revelations címmel. A Simon & Schuster jelentette meg a Dark Templar Saga című sorozat első részét, a Firstborn című művet 2007 májusának végén (ISBN 0-7434-7125-3), valamint a sorozat második részét, a Shadow Hunterst 2007 novemberében (ISBN 0-7434-7126-1). A két könyv története szorosan kapcsolódik a StarCraft II-höz, a Firstbornból pedig rengeteg új információ ismerhető meg a protossok történelméről.